# George Greaves
George Greaves (20 tháng 6 năm 1897 – sau 1924) là một cầu thủ bóng đá người Anh có 72 lần ra sân ở Football League thi đấu cho Lincoln City. Ông thi đấu ở vị trí hậu vệ. Ông cũng thi đấu bóng đá non-league cho Lincoln Rovers, Chesterfield Municipal, Scunthorpe & Lindsey United và Boston Town.
Ông đóng vai trò lớn trong chiến thắng lịch sử của Wigan Borough ở Football League, với tỉ số 9-1. Ngày 3 tháng 3 năm 1923, Lincoln thất bại 2–0 sau nửa giờ thi đấu tại Wigan Borough khi thủ môn của họ, Jack Kendall, bị làm bất tỉnh sau khi quả bóng đập vào xà và đánh trúng đầu. Kendall được đưa vào bệnh viện, và Greaves thay thế ông trong khung gỗ; ông và Lincoln nhận thêm 7 bàn thua nữa.